# Christian Bouchet
Christian Bouchet (Angers, Maine-et-Loire, 17 de janeiro de 1955) é um jornalista e político de extrema-direita francês. É um dos expoentes da Terceira posição, com simpatias pelo Nacional-bolchevismo.

## Biografia
Diplomado em Ciências Económicas, em Direito, em História e Doutor em Etnologia pela Universidade de Paris VII, onde foi aluno do professor Robert Jaulin, é jornalista e escritor, autor de numerosas obras e artigos.
É um especialista no estudo das novas formas de espiritualidade contemporânea, dos novos movimentos religiosos e do fenómeno maçónico.